# Те Нин
Те Нин (кит. упр. 铁凝, пиньинь Tiě Níng) (род. сентябрь 1957, Пекин) — китайская писательница, прозаик. С 2006 года председатель Союза китайских писателей. Заместитель председателя Постоянного комитета Всекитайского собрания народных представителей 14-го созыва (с 10 марта 2023 года).
Кандидат в члены ЦК КПК 16 и 17-го созывов, член Центрального комитета Компартии Китая 18, 19 и 20-го созывов.

## Биография
Те Нин родилась в сентябре 1957 года в Пекине. Её род происходит из уезда Чжаосянь провинции Хэбэй.
В 1975 году, после окончания школы в Баодине, она отправилась познавать сельскую жизнь в уезд Бое провинции Хэбэй. Опыт деревенской жизни описан ею в романе «Цветы хлопка» (кит. 棉花垛). В 1979 Те Нин году вернулась в Баодин и работала редактором отдела прозы в Баодинском филиале Китайской ассоциации искусств и литературы. В 1984 году она работала в Литературной мастерской провинции Хэбэй. А 12 ноября 2006 года на XVII съезде Союза китайских писателей она была избрана председателем этой организации, причем самым молодым председателем за 57 лет существования СКП и первой женщиной-председателем.
10 марта 2023 года на 3-м пленарном заседании 1-й сессии ВСНП избрана заместителем председателя Постоянного комитета Всекитайского собрания народных представителей 14-го созыва.

## Переводы на русский язык
- Эй, Сянсюэ! / Пер. С. Торопцева // Современная новелла Китая. М., 1988, с. 296—307.
- Всегда — это сколько? / Пер. Н.Спешнева // Месяц туманов. Антология современной китайской прозы. СПб.: Издательство «Триада», 2007.
- Цветы хлопка: роман / Пер. Н. Власовой. М.: Издательство восточной литературы, 2014. ISBN 978-5-9905680-2-0.
- По улицам и переулкам / Пер. С. Торопцева // Китайские метаморфозы: современная китайская проза и эссеистика. М., 1988, с. 79—87.